# Tillit

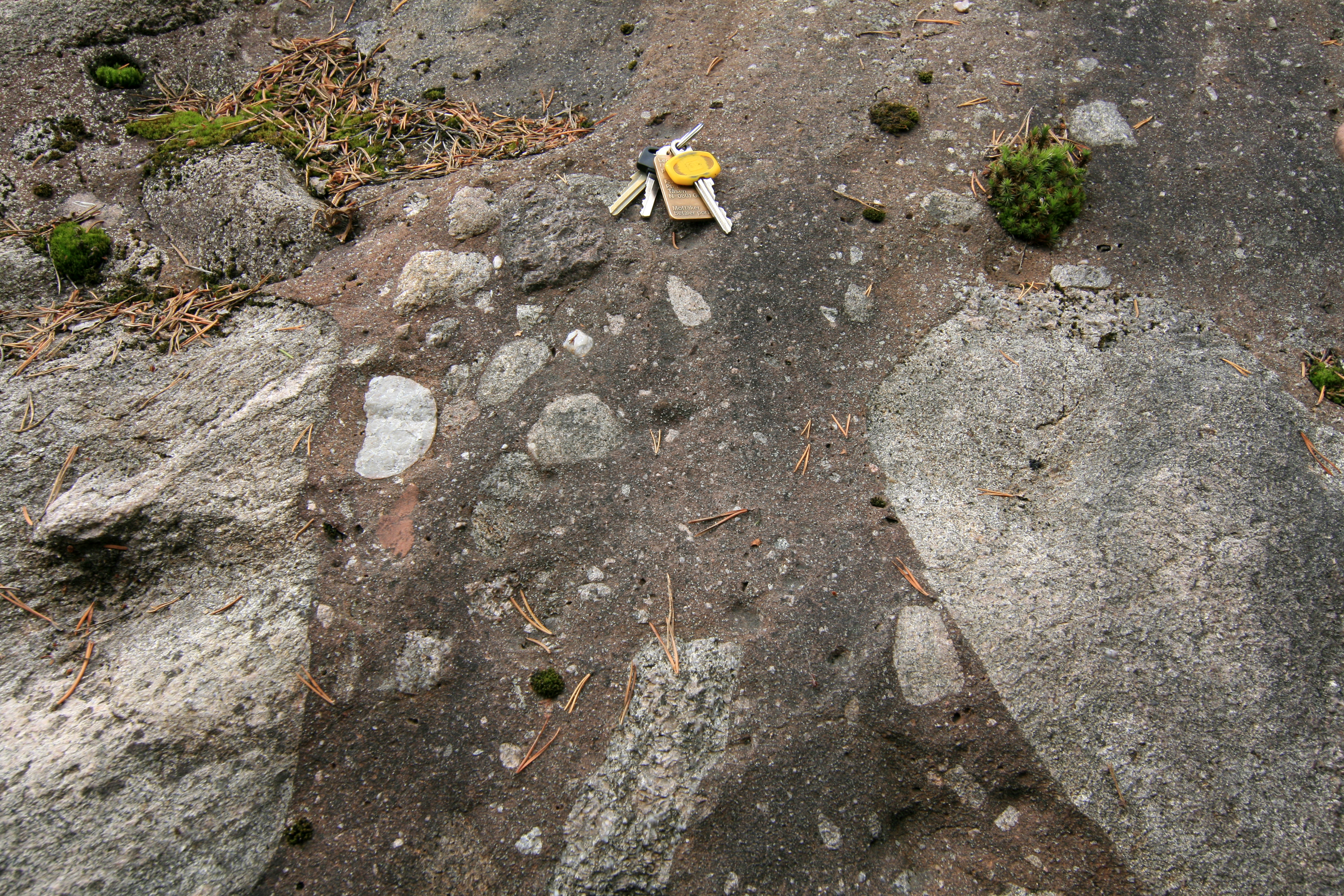
Polymikter Tillit in Norwegen (Moelv, Ringsaker)

Tillit (von engl. tillite, ins Deutsche eingeführt von Albrecht Penck) ist ein Gestein, das aus Ablagerungen im Gletscherrandbereich (Seiten-, End- oder Grundmoräne) besteht. Im Deutschen wird der Begriff Tillit nur für solche Gletscherablagerungen verwendet, die vor dem letzten, dem quartären Eiszeitalter entstanden und zu Festgestein geworden sind. Tillite sind in diesem Sinne geologisch alte, schon verfestigte Geschiebemergel, deren Entstehungsbedingungen denen nicht verfestigter gleichen.
In Mittel- und Westeuropa sind nur wenige Tillitvorkommen bekannt wie in der sogenannten Geschwend-Sengalenkopf-Einheit im Schwarzwald oder möglicherweise der Granville-Formation in der Bretagne. Gut sichtbar sind die bekannten europäischen Tillitvorkommen der Sturtischen Eiszeit auf der schottischen Insel Islay bei Port Askaig und auf dem etwas nördlich davon gelegenen Archipel der Garvellachs als Aufschlüsse der Dalradian-Supergruppe, einer sich von Nordwesten Irlands bis zu den schottischen Highlands ziehenden mächtigen Sedimentschicht. Weit verbreitet sind sie auf den südlichen Kontinenten als Zeugnisse der sogenannten permokarbonischen Vereisung Gondwanas.